# Cérix
Cérix, na mitologia grega, em especial nos mitos associados aos Mistérios de Elêusis, era o antepassado dos Cérices, uma família da Atenas Clássica que tinha controle destes ritos.
Há duas versões sobre quem foi o pai de Cérix. De acordo com uma versão, Cérix era filho de Eumolpo, e sobreviveu à guerra travada entre Eumolpo, por Elêusis, e Erecteu, por Atenas; nesta guerra morreram Eumolpo, Erecteu e Immaradus, outro filho de Eumolpo. De acordo a versão dos Cérices, Cérix não era filho de Eumolpo, pois seu pai era Hermes e sua mãe Aglauro, filha de Cécrope, ou Pândroso, outra filha de Cécrope.